# Énée de Gaza
Pour les articles homonymes, voir Énée (homonymie).
Énée de Gaza (en grec ancien Αἰνείας / Aineías, en latin Aeneas) est un philosophe néoplatonicien converti au christianisme du Ve siècle (v. 445 - v. 534). Dans un dialogue de réfutation intitulé Théophraste (De l'immortalité de l'âme et de la résurrection des corps), il fait allusion à Hiéroclès d'Alexandrie comme à son maître, et dans certaines de ses lettres il parle de contemporains qui ont vécu au tournant du Ve-VIe s. comme Procope de Gaza.

## Doctrine
Comme tous les néo-platoniciens chrétiens, il tient Platon en plus haute estime qu'Aristote, bien qu'il doive sa connaissance de la doctrine de Platon à l'enseignement reçu dans les écoles de philosophie, qui faisaient une large place aux écrits apocryphes, plutôt qu'à une étude directe de ses dialogues authentiques. Comme Synésios de Cyrène, Numénios et d'autres, il trouve dans le néoplatonisme le système philosophique s'accordant le mieux avec la révélation chrétienne. Mais à la différence de ces derniers, il rejette certaines caractéristiques du système qu'il juge incompatibles avec le dogme chrétien.
Il rejette par exemple la doctrine de la préexistence des âmes (à leur corps), arguant que l'âme avant son union avec le corps aurait été « paresseuse », incapable d'exercer l'une quelconque de ses facultés. De même il rejette la doctrine de l'éternité du monde du fait que le monde étant corporel, il est corruptible quelle que soit la perfection de son « mécanisme ». Il enseigne encore que « le corps humain est composé de matière et de forme » et que, si la matière périt, la forme du corps contient la puissance de ressusciter la "matière" au dernier jour.

## Œuvres
- CPG 7450-7451
- Théophraste. Dialogue sur l'âme